# Cris Cyborg
Cristiane Justino Venâncio (Curitiba, 9 de julho de 1985), conhecida como Cris Cyborg, é uma lutadora brasileira-estadunidense. É a atual campeã peso-pena do Bellator. Foi campeã do UFC, Strikeforce e Invicta FC. Fazendo dela a única mulher a conseguir um Grand Slam do MMA. É considerada por muitos especialistas como a maior lutadora de MMA de todos os tempos.

## Biografia
Filha de pais divorciados e com o pai tendo problemas com alcoolismo, Cristiane Justino iniciou sua carreira no esporte aos 12 anos, jogando handball. Foi por conta do desempenho nesse esporte que ela ganhou bolsas de estudo em colégios particulares da capital paranaense, e escolheu como caminho a faculdade de educação física. Foi quando Cris estava indo morar em Cascavel para cursar a Faculdade de Educação Física para virar uma jogadora profissional de handball, que ela foi descoberta por um professor de Muay Thai, que se mostrou impressionado com o seu porte físico e a aconselhou a entrar para o mundo das lutas.

## Carreira no MMA
Na noite de 17 de maio de 2005, aos 19 anos, Cristiane Justino — ainda sem ainda incorporar o apelido Cyborg, fazia sua primeira luta no MMA, quando sofreu sua única derrota no esporte, antes de se profissionalizar oficialmente. A adversária era a paraense Erica Paes, cinco anos mais velha, e então campeã mundial de jiu-jítsu.
Apenas 1min46s depois de o árbitro autorizar a porrada, Cyborg conheceu sua primeira derrota. Oficialmente, o revés foi computado como submissão por uma chave de joelho. O staff de Cristiane, porém, alega que a desistência foi relacionada à uma lesão no cotovelo, que foi deslocado em uma queda durante a luta.
Logo se mudou para os Estados Unidos em 2008 para se dedicar ao esporte e foi despontanto no cenário do MMA como uma das principais lutadoras do mundo.

### Strikeforce
Em 15 de agosto de 2009, Cristiane venceu por nocaute a norte-americana Gina Carano, invicta até então, conquistando o cinturão da categoria 66 kg no torneio Strikeforce.
Foi em 30 de janeiro de 2010, em sua primeira defesa de título que derrotou a holandesa Marloes Coenen, também por nocaute.
Em junho de 2010 defendeu com sucesso, pela segunda vez, o cinturão do Strikeforce derrotando também por nocaute a lutadora estadunidense Jan Finney.
Ficou um ano e meio sem lutar, principalmente por falta de adversárias que podiam desafiá-la. Entretanto, sua volta aconteceu em dezembro de 2011 contra a japonesa Hiroko Yamanaka na sua terceira defesa de título. Venceu a luta com apenas 16 segundos do primeiro round com um nocaute, mantendo assim o cinturão.

#### Doping
Em 6 de janeiro de 2012, a Comissão Atlética do Estado da Califórnia divulgou que o exame anti-dopagem de Cristiane realizado após a luta contra Yamanaka, que acusou a presença da substância proibida estanozolol. O resultado da luta foi então alterado para no contest e Cristiane foi punida com suspensão de um ano, multa de 2.500 dólares e a perda do cinturão.
A lutadora alega que tomou uma substância indicada por um profissional de sua equipe como um suplemento para ajudar a perder peso para a luta, e que não sabia que se tratava de uma substância ilegal. A lutadora assume a culpa por não ter consultado um médico antes de ingerir a substância.

### Invicta FC
Após 16 meses sem lutar, Cris Cyborg retornou ao octógono no dia 5 de abril de 2013 para uma luta contra Fiona Muxlow, em sua estreia pela organização Invicta FC.
Com muita facilidade, Cris venceu por nocaute técnico no primeiro round sem dar a menor chance para a adversária, garantindo a disputa  cinturão dos penas do Invicta contra Marloes Coenen em sua próxima luta.

#### Conquista do Cinturão
No dia 13 de agosto de 2013, Cyborg fez a sua segunda luta no Invicta FC contra Marloes Coenen em um evento inaugural do cinturão do peso pena da organização. Cyborg venceu sua adversária no quarto round por nocaute técnico sem dar chances a Marloes Coenen e mostrando uma boa evolução em wrestling aplicando boas quedas durante a luta.

##### Defesas de Cinturão
Após um ano e meio afastada do octógono, Cris realizou sua primeira defesa de cinturão dos penas pelo Invicta FC. Na noite de 27 de fevereiro de 2015, enfrentou a canadense Charmaine Tweet em Los Angeles. Sob muita desconfiança pelo longo período sem lutar e a consequente falta de ritmo, Cyborg arrasou a oponente em incríveis 46 segundos do primeiro round com uma trocação agressiva sem dar chance a adversária, sendo a luta paralisada por nocaute técnico.
No dia 9 de julho de 2015, Cris Cyborg voltou a defender seu cinturão contra a desafiante Faith Van Duin, na luta principal do Invicta FC 13, em Las Vegas. Garantiu a vitória de forma avassaladora, após acertar alguns socos contra o rosto da adversária, em um momento de clinche, acertou uma dura joelhada no tronco da neozeolandeza, que caiu por baixo e foi duramente castigada no ground and pound, fazendo com que o juiz interrompesse a luta por nocaute técnico aos 45 segundos.
Em janeiro de 2016, Cyborg fez mais uma vez a manutenção de seu título contra a russa Daria Ibragimova. Tendo um pouco de dificuldade no combate, pois Ibragimova buscou a luta agarrada, mesmo assim Cyborg conseguiu o nocaute a dois segundos do final do primeiro round.

### Lion Fight
Cris Cyborg iria fazer uma luta de Muay Thay em Las Vegas contra Martina Jindrova no dia 20 de setembro de 2013, no Lion Fight 11, porém Jindrova se lesionou e foi substituída pela até então invicta Jennifer Colomb. A francesa foi praticamente "atropelada" por Cyborg que aplicou golpes duríssimos em Colomb que no inicio do terceiro round não suportou e acabou perdendo por nocaute técnico.
No dia 28 de março de 2014, Cyborg disputou o cinturão feminino inaugural até 65 kg do Lion Fight, ela travou uma dura batalha contra a veterana do Muay Thai Jorina Baars. Cyborg acabou perdendo por decisão unanime dos juízes.

### Ultimate Fighting Championship
Em 2015, Cyborg confirmou nas redes sociais que tinha assinado com o UFC, porém continuaria suas lutas no Invicta FC por não haver sua categoria na organização. Já em 2016, o Ultimate finalmente anuncia Justino para o UFC 198 que estava sendo preparado para ser a maior edição do Ultimate no Brasil. Contudo, a luta aconteceu em sua categoria (até 65,8 kg), pois o UFC não tinha aberto sua categoria até então. Cyborg enfrentou a americana Leslie Smith no dia 14 de maio 2016 no UFC 198. Cyborg venceu por nocaute no primeiro round.
Cyborg enfrentou a estreante no UFC, Lina Länsberg, no UFC Fight Night 95 em 24 de setembro de 2016, no Brasil, em mais uma luta de peso casado (63,5 kg). Cris venceu novamente por nocaute técnico, aos 2:29 do segundo round.
Em dezembro de 2016, o UFC divulgou a criação da categoria Peso-Pena Feminino, marcando a disputa de cinturão para fevereiro de 2017, entre a americana Holly Holm e a holandesa Germaine de Randamie. Dana White, presidente do UFC, disse que ofereceu a luta para Cris Cyborg duas vezes, mas ela recusou por motivos de saúde. Germaine de Randamie venceu a luta e sagrou-se a primeira campeã Peso-Pena Feminino do UFC, mas teve seu cinturão retirado após 4 meses, pois recusou-se a defendê-lo contra Cris Cyborg, alegando que a brasileira se envolveu com doping anos antes. Sendo assim, o UFC escalou a australiana Megan Anderson (campeã Peso-Pena do Invicta FC) para enfrentar Cris Cyborg pelo título. No entanto, Megan Anderson teve problemas com o visto e acabou se retirando da disputa, dando lugar à americana Tonya Evinger.
Em 29 de julho de 2017 (UFC 214), Cris Cyborg venceu a americana Tonya Evinger por nocaute técnico (joelhadas) no terceiro round e conquistou o cinturão Peso-Pena Feminino.
Em 30 de dezembro de 2017 (UFC 219), Cris Cyborg venceu a estaduniense Holly Holm por decisão unânime, indo até o 5º round pela primeira vez na carreira, e manteve o cinturão Peso-Pena Feminino.
Um ano depois, em 29 de dezembro de 2018 (UFC 232), Crys Cyborg defendeu o cinturão Peso-Pena e conheceu, pela primeira vez na carreira, uma derrota por nocaute, para a brasileira Amanda Nunes, aos 51 segundos do primeiro round.

### Bellator
Após o término do seu contrato com o UFC, Cris assinou por outra grande organização de MMA, a segunda maior nos Estados Unidos, nomeadamente pelo Bellator MMA.
A entrada de Cris Cyborg no Bellator não poderia ter sido mais auspiciosa. Logo no seu primeiro combate, a 25 de janeiro de 2020, enfrentou a canadiana Julia Budd, que detinha então o Cinturão de Peso Pena Feminino da organização. Era a quarta vez que Julia Budd defendia o título, mas seria a última. Cris viria a ganhar o título na quarta ronda do combate, por nocaute técnico, após demonstrar toda a sua superioridade com uma série que incluiu socos e outras armas do seu arsenal que fizeram a canadiana tombar.
Na sua primeira defesa do recém-conquistado título, a 15 de outubro de 2020, Cris defrontou a experiente australiana Arlene Blencowe, que vinha de uma série de três vitórias consecutivas na divisão e que a tinham colocado novamente na rota do título. Uma oportunidade que já havia tido alguns anos antes, mas que perdera para Julia Budd. A história, contudo, repetiu-se e Arlene não foi capaz de contrariar Cris Cyborg, que, logo na segunda ronda da luta, finalizou a sua oponente com um mata-leão.
Meses depois, a 21 de maio de 2021, Cris Cyborg defrontou a americana Leslie Smith, na sua segunda defesa do Cinturão Peso Pena Feminino do Bellator. Era também a segunda vez que iria defrontar Leslie Smith, uma vez que ambas se tinham encontrado anos antes, no UFC 198, altura em que Cristiane venceu por nocaute técnico, logo na primeira ronda do combate. O novo combate, contudo, revelou-se mais complicado para Cris, que somente na quinta ronda, a poucos segundos do combate terminar, é que conseguiu bater a sua oponente, novamente por nocaute técnico.

## Cartel no MMA
| Cartel no MMA   |             |            |
| 31 lutas        | 28 vitórias | 2 derrotas |
| Por nocaute     | 21          | 1          |
| Por finalização | 1           | 1          |
| Por decisão     | 6           | 0          |
| No contest      | 1           | 1          |

| Res.    | Cartel   | Oponente         | Método                                      | Evento                                 | Data       | Round | Tempo | Local                   | Notas                                                                                |
| ------- | -------- | ---------------- | ------------------------------------------- | -------------------------------------- | ---------- | ----- | ----- | ----------------------- | ------------------------------------------------------------------------------------ |
| Vitória | 28–2 (1) | Larissa Pacheco  | Decisão (unânime)                           | PFL Super Fights: Battle of the Giants | 19/10/2024 | 5     | 5:00  | Riade                   | Venceu o Campeonato Peso Pena Feminino do PFL Super Fights.                          |
| Vitória | 27–2 (1) | Cat Zingano      | Nocaute Técnico (socos)                     | Bellator 300                           | 07/10/2023 | 1     | 4:01  | San Diego, Califórnia   | Defendeu o Cinturão Peso Pena Feminino do Bellator.                                  |
| Vitória | 26–2 (1) | Arlene Blencowe  | Decisão (unânime)                           | Bellator 279                           | 23/04/2022 | 5     | 5:00  | Honolulu, Havaí         | Defendeu o Cinturão Peso Pena Feminino do Bellator.                                  |
| Vitória | 25–2 (1) | Sinead Kavanagh  | Nocaute (socos)                             | Bellator 271                           | 12/11/2021 | 1     | 1:32  | Hollywood, Flórida      | Defendeu o Cinturão Peso Pena Feminino do Bellator.                                  |
| Vitória | 24–2 (1) | Leslie Smith     | Nocaute Técnico (socos)                     | Bellator 259                           | 21/05/2021 | 5     | 4:51  | Uncasville, Connecticut | Defendeu o Cinturão Peso Pena Feminino do Bellator.                                  |
| Vitória | 23–2 (1) | Arlene Blencowe  | Finalização (mata-leão)                     | Bellator 249                           | 15/10/2020 | 2     | 2:36  | Uncasville, Connecticut | Defendeu o Cinturão Peso Pena Feminino do Bellator.                                  |
| Vitória | 22–2 (1) | Julia Budd       | Nocaute Técnico (socos e chutes)            | Bellator 238                           | 25/01/2020 | 4     | 1:14  | Inglewood, Califórnia   | Estreia no Bellator. Ganhou o Cinturão Peso Pena Feminino do Bellator.               |
| Vitória | 21–2 (1) | Felicia Spencer  | Decisão (unanime)                           | UFC 240: Holloway vs. Edgar            | 27/07/2019 | 3     | 5:00  | Edmonton, Alberta       |                                                                                      |
| Derrota | 20–2 (1) | Amanda Nunes     | Nocaute (soco)                              | UFC 232: Jones vs. Gustafsson II       | 29/12/2018 | 1     | 0:51  | Inglewood, Califórnia   | Perdeu o Cinturão Peso Pena Feminino do UFC. Zebra do Ano (2018).                    |
| Vitória | 20–1 (1) | Yana Kunitskaya  | Nocaute Técnico (socos)                     | UFC 222: Cyborg vs. Kunitskaya         | 03/03/2018 | 1     | 3:25  | Las Vegas, Nevada       | Defendeu o Cinturão Peso Pena Feminino do UFC.                                       |
| Vitória | 19–1 (1) | Holly Holm       | Decisão (unânime)                           | UFC 219: Cyborg vs. Holm               | 30/12/2017 | 5     | 5:00  | Las Vegas, Nevada       | Defendeu o Cinturão Peso Pena Feminino do UFC; Luta da Noite.                        |
| Vitória | 18–1 (1) | Tonya Evinger    | Nocaute Técnico (joelhadas)                 | UFC 214: Cormier vs. Jones II          | 29/07/2017 | 3     | 1:56  | Anaheim, Califórnia     | Ganhou o Cinturão Peso Pena Feminino Vago do UFC.                                    |
| Vitória | 17–1 (1) | Lina Lansberg    | Nocaute Técnico (socos)                     | UFC Fight Night: Cyborg vs Lansberg    | 24/09/2016 | 2     | 2:29  | Brasília                | Peso casado (63,5 kg).                                                               |
| Vitória | 16–1 (1) | Leslie Smith     | Nocaute Técnico (socos)                     | UFC 198: Werdum vs. Miocic             | 14/05/2016 | 1     | 1:21  | Curitiba                | Estreia no UFC, Peso casado (63,5 kg).                                               |
| Vitória | 15–1 (1) | Daria Ibragimova | Nocaute (socos)                             | Invicta FC 15: Cyborg vs. Ibragimova   | 16/01/2016 | 1     | 4:58  | Corta Mesa, Califórnia  | Defendeu o Cinturão Peso Pena do Invicta FC.                                         |
| Vitória | 14–1 (1) | Faith Van Duin   | Nocaute Técnico (joelhada no corpo e socos) | Invicta FC 13: Cyborg vs. Van Duin     | 09/07/2015 | 1     | 0:45  | Las Vegas, Nevada       | Defendeu o Cinturão Peso Pena do Invicta FC.                                         |
| Vitória | 13–1 (1) | Charmaine Tweet  | Nocaute Técnico (socos)                     | Invicta FC 11: Cyborg vs. Tweet        | 27/02/2015 | 1     | 0:46  | Los Angeles, Califórnia | Defendeu o Cinturão Peso Pena do Invicta FC.                                         |
| Vitória | 12–1 (1) | Marloes Coenen   | Nocaute Técnico (socos e cotoveladas)       | Invicta FC 6: Coenen vs Cyborg         | 13/07/2013 | 4     | 4:02  | Kansas City, Kansas     | Ganhou o Cinturão Peso Pena Inaugural do Invicta FC.                                 |
| Vitória | 11–1 (1) | Fiona Muxlow     | Nocaute Técnico (joelhadas e socos)         | Invicta FC 5: Penne vs. Waterson       | 05/04/2013 | 1     | 3:49  | Kansas City, Missouri   | Estreia no Invicta FC.                                                               |
| NC      | 10–1 (1) | Hiroko Yamanaka  | Sem Resultado                               | Strikeforce: Melendez vs. Masvidal     | 17/12/2011 | 1     | 0:16  | San Diego, Califórnia   | Defendeu o Cinturão Peso Pena Feminino do Strikeforce; Cristiane foi pega no doping. |
| Vitória | 10–1     | Jan Finney       | Nocaute Técnico (joelhada no corpo e socos) | Strikeforce: Fedor vs. Werdum          | 26/06/2010 | 2     | 2:15  | San José, Califórnia    | Defendeu o Cinturão Peso Pena Feminino do Strikeforce.                               |
| Vitória | 9–1      | Marloes Coenen   | Nocaute Técnico (socos)                     | Strikeforce: Miami                     | 30/01/2010 | 3     | 3:40  | Sunrise, Flórida        | Defendeu o Cinturão Peso Pena Feminino do Strikeforce.                               |
| Vitória | 8–1      | Gina Carano      | Nocaute Técnico (socos)                     | Strikeforce: Carano vs. Cyborg         | 15/08/2009 | 1     | 4:59  | San José, Califórnia    | Ganhou o Cinturão Peso Pena Feminino Inaugural do Strikeforce.                       |
| Vitória | 7–1      | Hitomi Akano     | Nocaute Técnico (socos)                     | Strikeforce: Shamrock vs. Diaz         | 11/04/2009 | 3     | 0:35  | San José, Califórnia    |                                                                                      |
| Vitória | 6-1      | Yoko Takahashi   | Decisão (unânime)                           | EliteXC: Heat                          | 10/04/2008 | 3     | 3:00  | Sunrise, Flórida        |                                                                                      |
| Vitória | 5–1      | Shayna Baszler   | Nocaute Técnico (socos)                     | EliteXC: Unfinished Business           | 26/07/2008 | 2     | 2:48  | Stockton, Califórnia    |                                                                                      |
| Vitória | 4–1      | Marise Vitoria   | Nocaute Técnico (interrupção do córner)     | Storm Samurai 12                       | 25/11/2006 | 1     | 1:27  | Curitiba                |                                                                                      |
| Vitória | 3–1      | Elaine Santiago  | Nocaute Técnico (interrupção do córner)     | Storm Samurai 11                       | 21/05/2006 | 1     | 2:46  | Curitiba                |                                                                                      |
| Vitória | 2–1      | Chris Schroeder  | Nocaute Técnico (socos)                     | Storm Samurai 10                       | 28/01/2006 | 1     | N/A   | Curitiba                |                                                                                      |
| Vitória | 1–1      | Vanessa Porto    | Decisão (unânime)                           | Storm Samurai 9                        | 20/11/2005 | 3     | 5:00  | Curitiba                |                                                                                      |
| Derrota | 0–1      | Erica Paes       | Finalização (chave de perna)                | Show Fight 2                           | 17/05/2005 | 1     | 1:46  | Curitiba                |                                                                                      |

## Cartel em Finalizações (Submission grappling)
| Resultado | Oponente            | Método                       | Evento                                             | Data                   | Notas                                  |
| Vitória   | Venla Luukkonen     | Pontos (11 x 0)              | 2012 IBJJF World Jiu-Jitsu Championships           | 1 de junho de 2012     | Faixa roxa feminino - Final            |
| Vitória   | Hillary VanOrnum    | Pontos (4 x 0)               | 2012 IBJJF World Jiu-Jitsu Championships           | 1 de junho de 2012     | Faixa roxa feminino - Semifinal        |
| Vitória   | Maia Matalon        | Finalização (chave de braço) | 2012 IBJJF World Jiu-Jitsu Championships           | 1 de junho de 2012     | Faixa roxa feminino - Quartas de final |
| Vitória   | Amanda Lucas        | Pontos (8 x 0)               | 2011 IBJJF World Jiu-Jitsu Championships           | 3 de junho de 2011     | Faixa roxa feminino - Final            |
| Vitória   | Sarah Draht         | Pontos (16 x 0)              | 2011 IBJJF World Jiu-Jitsu Championships           | 3 de junho de 2011     | Faixa roxa feminino - Semifinal        |
| Vitória   | Rosangela Conceicao | Decisão                      | 2009 ADCC Submission Wrestling World Championships | 27 de setembro de 2009 | +60 kg feminino - Bronze               |
| Derrota   | Penny Thomas        | Pontos (2 x 1)               | 2009 ADCC Submission Wrestling World Championships | 27 de setembro de 2009 | +60 kg feminino - Semifinal            |
| Vitória   | Ida Hansson         | Pontos (10 x 0)              | 2009 ADCC Submission Wrestling World Championships | 26 de setembro de 2009 | +60 kg feminino - Quartas de final     |